# Сукра
Сукра (араб. سكرة) — місто в Тунісі. Входить до складу вілаєту Ар'яна. Станом на 2004 рік тут проживало 89 151 особа.